# Hovhannès-Smbat III d'Arménie
Hovhannès-Smbat III (en arménien Հովհաննես-Սմբատ Գ ; mort en 1041) est un membre de la famille arménienne des Bagratides, roi d'Arménie de 1020 à 1041 et fils de Gagik Ier, roi d'Arménie.

## Biographie
Il succède à son père, qui avait réussi à déjouer les projets d'annexion de l'empereur Basile II, mais le fils ne se montre pas à la hauteur du père. Son frère cadet Achot Qatj se révolte et lui arrache les districts du nord-est du royaume (1021). Sénéqérim-Hovhannès Arçrouni, roi du Vaspourakan, en profite pour se poser en arbitre entre les deux frères et prend la position prééminente en Arménie. Puis le roi géorgien, Georges Ier d'Abkhazie, envahit le royaume, prend la ville d'Ani et la pille et emmène le roi prisonnier. Celui-ci n'est libéré qu'en cédant plusieurs places fortes et en reconnaissant le protectorat de l'Abkhazie. Le roi Georges Ier décide ensuite de conquérir le Tayk, province byzantine, et Smbat doit lui fournit des troupes. Ils sont battus par Basile II, et pour recevoir le pardon de l'empereur, Smbat doit signer en 1022 un traité par lequel son royaume doit revenir à Byzance après sa mort. Le roi de Vaspourakan prend une décision analogue, et son royaume est annexé en 1022. Hovhannès vit encore près de vingt ans et meurt en 1041.
D'un premier mariage, avec une femme dont l'histoire n'a pas retenu le nom, il a eu un fils du nom d'Erkat, mort avant 1022. Il se remarie en 1032 avec une fille de Basile Argyre, nièce de l'empereur Romain III Argyre mais n'a pas eu d'enfants de ce second mariage.